# Laura Slade Wiggins
Pour les articles homonymes, voir Slade (homonymie) et Wiggins.
 (janvier 2014).
Si vous disposez d'ouvrages ou d'articles de référence ou si vous connaissez des sites web de qualité traitant du thème abordé ici, merci de compléter l'article en donnant les références utiles à sa vérifiabilité et en les liant à la section « Notes et références ».
Laura Slade Wiggins (née le 8 août 1988 à Athens, en Géorgie, aux États-Unis) est une actrice et une musicienne américaine.

## Biographie
Elle est principalement connue pour son rôle dans la série télévisée américaine Shameless. Elle y joue Karen Jackson, la fille de Sheila Jackson et la copine de Lip Gallagher.
Elle est également auteure-compositrice-interprète et a notamment co-écrit « 405 » avec ses abonnés du réseau social Twitter, sous le pseudonyme de « Clementine ».

## Vie privée
Depuis 2018 elle est en couple avec Kyle Weishaar.

## Filmographie
- 2017 : Le Cercle : Rings (Rings) de F. Javier Gutiérrez : Faith
- 2017 : 20th Century Women de Mike Mills : Lynette Winters
- 2017 : Stolen from the Cradle de Michael Feifer : Michelle
- 2019 : Nancy Drew and the Hidden Staircase de Katt Shea : Helen Corning

### Télévision

#### Séries télévisées
- 2011 :  Private Practice (saisons 4, épisode 18) : Lisa
- 2011-2013 :  Shameless (saisons 1, 2 et 3) : Karen Jackson
- 2013 : Perception (saison 2, épisode 4) : Patti Walace
- 2013-2014 : The Tomorrow People : Irene Quinn
- 2014 : Intelligence (saison 1, épisode 10) : Rebecca Strand
- 2014 : New York, unité spéciale (saison 15, épisode 15) : Carly Rydell
- 2015 : Les Experts (saison 15, épisode 10) : Zoe Tate
- 2017 : Chicago Police Departement (saison 4, épisode 17) : Juliana Parks

#### Téléfilms
- 2006 : Le Prix de la différence (Not Like Everyone Else) : Kimberley
- 2007 : Conséquences (Girl, Positive) : Lindsey Carter
- 2013 : Le Pacte des tricheuses (The Cheating Pact) : Meredith Porter
- 2014 : L'Engrenage de l'anorexie (Thinspiration) : Hannah
- 2017 : Mon bébé, enlevé et adopté (Cradle Swapping) : Michelle
- 2019 : Nancy Drew and the Hidden Staircase : Helen Corning
- 2020 : Confessions d'une ado diabolique (InstaFame) de Nick Everhart : Maddie Reynolds